# Kai Kovaljeff
Kai Kristian Kovaljeff (* 8. August 1985 in Tampere) ist ein ehemaliger finnischer Nordischer Kombinierer und Skispringer.

## Werdegang
Kai Kovaljeff lebt in Kuopio und startete für Lieksan Hiihtoseura. Er betrieb zunächst die Nordische Kombination. Sein erstes internationales Rennen bestritt er 2001 in Vuokatti im Rahmen des B-Weltcups. In einem Wettbewerb nach der Gundersen-Methode kam er auf den 64. Platz. Es dauerte danach etwas mehr als zwei Jahre bis zu seinem nächsten Einsatz. Dort startete er bis zum Ende der Saison 2004/05. Bestes Resultat war 2005 ein 28. Platz in einem Sprint in Vuokatti. 2004 trat Kovaljeff in Stryn erstmals bei einer Juniorenweltmeisterschaft an. Der Finne wurde 34. des Sprintrennens und kam mit Ville Kähkönen, Janne Ryynänen und Anssi Koivuranta in der Staffel auf den vierten Platz. Ein Jahr später belegte er in Rovaniemi im Gundersen-Wettbewerb 31.
Nach 2005 wechselte Kovaljeff zum Spezialspringen. Seit 2007 trat er zunächst in unterklassigen FIS-, Continental-Cups und Grand Prix an. Schon früh erreichte er beim Continental-Cup von Villach als Sechster von der Normalschanze ein erstes Top-Ten-Ergebnis. Diese Ergebnisse blieben jedoch zunächst die Ausnahme. Erst in der Saison 2008/09 konnte der Finne seine Leistungen stabilisieren. In Zakopane wurde Kovaljeff im Januar erstmals im Skisprung-Weltcup eingesetzt, wurde 21. und gewann damit erstmals Weltcuppunkte. Am 31. Januar 2009 erzielte mit Platz 16 in Sapporo sein bisher bestes Weltcup-Ergebnis. Am 29. November 2011 nahm er im Rahmen des Continental-Cups in Rovaniemi letztmals an einem internationalen Wettbewerb teil.

## Erfolge

### Weltcup-Platzierungen
| Saison  | Platz | Punkte |
| ------- | ----- | ------ |
| 2008/09 | 53.   | 25     |
| 2009/10 | 82.   | 02     |